# Рогачёв, Пётр Михайлович
Пётр Михайлович Рогачёв (22 сентября 1920, Черевковский район— 27 ноября 2006) — музейный работник, Заслуженный работник культуры Украины.. Директор музея «Героической обороны и освобождения Севастополя» (1965—1982).

## Биография
Петр Рогачев родился 22 сентября 1920 года в деревне Ульяновская Черевковский район Архангельская область.
Трудовую деятельность начал в 1937 году счетоводом в колхозе «Безбожник» Черевковского района Архангельской области. В 1939 году был призван на Черноморский Флот.
В годы Великой Отечественной войны участвовал в героической обороне Севастополя в качестве командира взвода 18-го отдельного батальона морской пехоты.
В 1942—1943 годах окончил военно-политические курсы и Военно-политическое училище. Воевал в составе дивизиона десантных мотоботов и 3-го отряда десантных судов Новороссийской военно-морской базы (1943), 1-го Гвардейского Новороссийского отдельного артдивизиона Черноморского флота (1943—1945). Войну окончил в звании младшего лейтенанта.
После окончания войны работал первым секретарем Севастопольского горкома ВЛКСМ (1949—1952), старшим инструктором Оргинструкторского отдела Политуправления Черноморского флота (1952—1954).
В 1961 году по состоянию здоровья уволен с воинской службы и по 1965 год работал директором Севастопольского экскурсионного бюро.
С 1965 по 1982 год являлся директором Музея героической обороны и освобождения Севастополя. Был научным консультантом ряда документальных кинофильмов, в том числе полнометражного фильма «Подвиг Севастополя» о героической обороне города в 1941—1942 годах и его освобождении в 1944 году.
Неоднократно избирался депутатом Севастопольского городского Совета народных депутатов (1949—1952, 1967—1977), Ленинского районного Совета города Севастополя (1977—1982).
С 1989 по 1995 год руководил рабочей группой и был ответственным секретарем городской редакционной коллегии по подготовке и изданию пятитомной Книги Памяти города-героя Севастополя, в которой увековечены имена 91 982 воинов, погибших на фронтах Великой Отечественной войны.
Им опубликовано более 100 статей и очерков в центральных, областных, городских и флотских изданиях по этой теме. Он — соавтор монографии «Возрождение Севастополя» (1982), посвященной восстановлению города-героя в послевоенные годы.
27 ноября 2006 скончался. Похоронен в Севастополе на городском кладбище.

## Награды
- два ордена Отечественной войны II степени,
- орден Красной Звезды
- Богдана Хмельницкого III степени (1999),
- медали — «За боевые заслуги», «За оборону Севастополя», «За оборону Кавказа», «За победу над Германией».
- орден Трудового Красного Знамени (1981)
- орден «Знак Почёта» (1971)
- медали — «За доблестный труд», «Ветеран труда».

7 ноября 2006 года П. М. Рогачеву было присвоено присвоено звание Почётный гражданин Севастополя, с формулировкой — За проявленный героизм при обороне Севастополя 1941—1942 гг, восстановление города в послевоенный период и большой вклад в дело героико-патриотического воспитания молодежи и трудящихся.

## Семья
- Отец — Михаил Яковлевич Рогачев (1886—1936)
- Мать — Лукерья Ивановна Рогачева (1889—1946).
- Жена — Анна Степановна (1923).
- Дочь — Людмила Петровна Фищенко (1945).